# Bulevardul Iuliu Maniu
Bulevardul Iuliu Maniu este una din cele mai importante artere situată în vestul Bucureștiului. Se întinde de la A1 până la Piața Leul.

## Istoric
Poartă numele fostului prim-ministru al României, Iuliu Maniu.
În perioada comunistă a fost numit „Bulevardul Armata Poporului” (de la Piața Leul pâna la Lujerului), „Bulevardul Păcii” (între Lujerului și Autogara Militari) iar ultima parte se numea „Bulevardul R.S.R.” (de la Autogara Militari până la ieșirea din București). În perioada interbelică s-a numit „Bulevardul Regele Alexandru I Unificatorul Iugoslaviei”, după Alexandru I al Iugoslaviei, ginerele regelui Ferdinand I al României și al reginei Maria a României. Dar cea mai veche denumire și cea mai îndelungat utilizată  fiind aceea de șoseaua Bolintinului. 

## Clădiri și monumente
- APACA
- Politehnica
- Monumentul lui Panait Donici din București
- Obeliscul George Caranda din București
- Statuia geniului „Leul”